# Rhabdozoum stephensoni
Rhabdozoum stephensoni är en mossdjursart som beskrevs av Charles Henry O'Donoghue och de Watteville 1944. Rhabdozoum stephensoni ingår i släktet Rhabdozoum och familjen Rhabdozoidae. Inga underarter finns listade i Catalogue of Life.